# Lunax
Lunax é uma ex-comuna francesa na região administrativa do Alto Garona, região de Auvérnia-Ródano-Alpes. Estendeu-se por uma área de 5,1 km². Em 2010 a comuna tinha 60 habitantes (densidade: 11,8 hab./km²).
Em 1 de janeiro de 2017 foi fundida na comuna de Péguilhan.